# 015B Final Fantasy
"015B Final Fantasy"는 대한민국의 그룹 015B의 컴필레이션 앨범이자 베스트 앨범이다. Jeppet, 케이준, 캐스커, 아스트로 비츠 등이 참여했다.
015b 헌정앨범이기도 하며, 동명의 콘서트와 동명의 게임과는 전혀 상관 없다. 7집에 수록되는 No Way, I Hate you가 먼저 이 앨범에 있다. 10000장 한정판인데도 불구, 지금까지의 앨범 중 가장 기대치에 못 미치는 앨범으로 남게 되었다.

## 곡 목록
1. Final Fantasy (Intro, Inspired 015B)
2. 아주 오래된 연인들 - feat. Eon (Portable Groove 9)
3. No Way - feat. k jun (Inspired 015B)
4. 수필과 자동차 - (Inspired Blue Sorbet)
5. 21C 모노리스 - 캐스커
6. I Hate You - feat. 유효림 (Inspired 015B)
7. 친구와 연인 - Astro Bits
8. 신인류의 사랑 - W
9. 콩깍지 - (Inspired Sweatdrop Collabs)
10. 4210301 - Jeppet

## 같이 보기
- 015B 디스코그래피